# Stanisław Szudrowicz
Stanisław Szudrowicz (ur. 4 lutego 1947 w Poznaniu, zm. 12 kwietnia 2019) – polski lekkoatleta, skoczek w dal i sprinter.

## Osiągnięcia
Zawodnik klubu Warta Poznań. Brązowy medalista mistrzostw Europy w Helsinkach (1971) w skoku w dal - 7.87. Dwukrotny mistrz Polski w skoku w dal (1971, 1974). W rankingu Track and Field News sklasyfikowany w 1971 na 9. pozycji w skoku w dal.
Trener, członek zarządu Wielkopolskiego Związku Lekkiej Atletyki i T.S. Olimpia Poznań. Od 11 stycznia 2009 zasiadał w zarządzie Polskiego Związku Lekkiej Atletyki.

## Rekordy życiowe
- bieg na 100 metrów – 10,3 s. (1971)
- skok w dal – 8,03 m (2 października 1971, Szczecin) – 19. wynik w historii polskiej lekkoatletyki[2]